# Natanael Berg

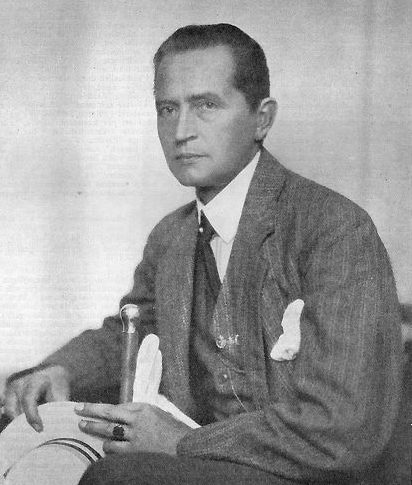
Natanael Berg in 1929

Natanael Berg (Stockholm, 9 februari 1879 – Stockholm, 14 oktober 1957) was een Zweeds componist en dierenarts. 
Berg kwam uit een muzikale familie; zijn vader was muziekleraar en organist en zijn moeder was afgestudeerd pianiste aan het Conservatorium van Stockholm. Zijn moeders loopbaan als pianiste raakte in het slop, ze zou uiteindelijk acht kinderen baren. In eerste instantie zag het er niet naar uit dat Berg in de muziek zou geraken. Berg zette eerst in op een carrière als arts, maar zou daarvoor naar Uppsala moeten. Hij koos vanwege praktische redenen een studie tot dierenarts zodat hij in Stockholm kon blijven. Gedurende zijn jeugd werd er veel geluisterd naar muziek van Beethoven en Bach. Toen hij al achttien jaar oud was, ging hij naar het conservatorium van Stockholm en kreeg daar onder meer zanglessen van Julius Gunther. In aanvulling daarop kreeg jij compositieleer van Johan Lindegren van 1897 tot 1900. Toch bleef muziek schrijven achterwege tot in 1905. Met steun van Wilhelm Stenhammar, anchorman van de Zweedse klassieke muziek, kon Berg gaan studeren in Wenen, Berlijn en Parijs. De basiskennis van het componeren, zei Berg later, was al aanwezig, hij beschouwde zichzelf daarom als autodidact. Gedurende zijn studiereizen kwam hij in aanraking met muziek van bijvoorbeeld Richard Strauss. Al die tijd was hij nog gewoon dierenarts.

## Werken
Vanaf 1907 verschenen zijn eerste composities. Het eerst bestaat uit de toonzetting van twee teksten van Gustaf Fröling voor zangstem en piano. De eerste uitvoering van dat werkje volgde in 1909 door John Forsell medeleerling bij Günther. Meer liederen volgden, totdat zijn eerste orkestwerk volgde in de hoedanigheid van Traumgewalten (Kracht van dromen). Voordat hij echter een uitvoering kreeg, stuurde Berg het naar Stenhammar, die het te Duits vond klinken en afkeurde. Berg en Stenhammar waren vrienden af. Berg zou zich altijd meer richten op de Europese muziektraditie, dan de plaatselijk Zweedse. In 1911 volgde zijn opera Leila (naar Lord Byron), die in weerwil van Stenhammar eerste succes had in Dortmund en pas later in Stockholm. Wilhelm Petersen-Berger was wel enthousiast over de nieuwe romanticus, maar stelde toch enige verbeteringen voor. Berg probeerde snel een tweede opera te componeren, maar die bleef onvoltooid (Joshua). In 1914 brak de Eerste Wereldoorlog uit dat zorgde voor een tweedeling in de Zweedse maatschappij. Berg kwam met het symfonisch gedicht Varde ljus, over dappere mannen, dat door Andreas Hillen werd afgedaan als huilende dieren na een mislukte operatie. Varde ljus zou enige tijd bekendstaan als symfonie nr. 2. 
Het tij keerde toen Berg Erik Axel Karlfeld vroeg het libretto te schrijven voor de volgende opera Engelbrekt. Karlfeld vond dat Berg dat beter zelf kon doen en zo bleef Engelbrekt (1928) over een vrijheidsstrijder een pure Berg-aangelegenheid. Berg baseerde zich in die opera soms op traditioneel Zweedse volksmuziek, waaronder die uit Dalarna. Later verschenen nog opera's als Judith (1935), Birgitta (1941), Genevova (1945) en Tre konungar (Drie Koningen, onvoltooid). Vanuit deze tijd dateren ook drie balletten Älvorna (De Elven, 1914), Sensitiva (1919) en Hertiginnans friare (Vrijer van de hertogin, 1921). In 1925 volgde nog een bijbelgerelateerd werk: Hög visan.
Vanaf 1913 kwam ook de reeks van vijf symfonieën op gang; ze waren allemaal voorzien van een ondertitel, die zou kunnen duiden op programmamuziek, maar daar is in de composities niets van terug te vinden. Deze werken luidden:
- symfonie nr. 1 (1913): Alles endet was entsteht (alles wat ontstaat, eindigt)
- symfonie nr. 2 (1916): Ärstiderna (de seizoenen)
- symfonie nr. 3 (1917): Makter (Machten)
- symfonie nr. 4 (1918): Pezzo sinfonico (symfonisch stuk)
- symfonie nr. 5 (1924): Trilogia delle passioni (trilogie van de passies).

Het symfonisch gedicht Varde ljus (‘Er zal licht zijn') uit 1914 werd oorspronkelijk gepresenteerd als Bergs tweede symfonie. Daarom worden de daarna geschreven symfonieën ook wel met een hoger nummer aangegeven.

## Organisatie
Belangrijker dan zijn composities was Berg op organisatorisch vlak. De meeste componisten in het begin van de 20e eeuw konden niet leven van dat werk, er moest altijd een echte baan tegenover staan, voor Berg dus dierenarts in het leger. Samen met Kurt Atterberg (van huis uit ingenieur), Ture Rangström (zanger en zangleraar) en Oskar Lindberg (organist en orgelleraar) richtte hij Spillran op, een eerste aanzet voor een componistenbond. In 1919 mondde dat uit in de oprichting van de Föreningen Svenska Tonsättarna (vereniging van Zweedse componisten), waar Berg leider van was van 1919 tot 1924. Dit ging in 1924 over naar de Svenska Tonsättares Internationella Musikbyrå, het huidige STIM. In 1924 volgde Atterberg Berg op.
Berg was getrouwd met Bertha Rexroth (van 1909 tot 1925) en met Elsa Erikson (1930 tot 1957); het hertrouwen was een reden om de finale van zijn derde symfonie te herschrijven.
- Bibliothèque nationale de France: cb16521562f (data)
- Gemeinsame Normdatei: 103809783
- International Standard Name Identifier: 0000 0001 2130 663X
- Library of Congress Control Number: n84107495
- MusicBrainz: 80a3ed84-a4af-4f85-bf25-ddc68f97f286
- Nationale Bibliotheek van Israël: 987007403038905171
- Nederlandse Thesaurus van Auteursnamen: 071070117
- Istituto Centrale per il Catalogo Unico: BCTV011328
- LIBRIS: 201431
- SNAC: w65m76hf
- Virtual International Authority File: 44725864
- WorldCat: E39PBJckMkVYdJjp7yjH9Bwgrq